# Me estás matando
Me estás matando è un singolo della cantante dominicana Natti Natasha, pubblicato il 21 febbraio su etichetta discografica Pina Records.
Il singolo é una ballad che parla di un more tossico e violento.